# Fundación Europea de la Cultura
La Fundación Europea de la Cultura (ECF, por sus siglas en inglés) es una fundación cultural independiente con sede en los Países Bajos. Su misión es «lograr un impacto tangible en la sociedad civil, las iniciativas ciudadanas, la opinión pública y las propuestas políticas para combatir las fuerzas fragmentadoras que ponen en peligro la paz y el progreso social en Europa».

## Organización
La Fundación Europea de la Cultura fue creada en Ginebra en 1954 por el filósofo y escritor suizo Denis de Rougemont. El primer presidente de la ECF fue Robert Schuman, uno de los principales artífices de la Comunidad Económica Europea, que posteriormente se convirtió en la Unión Europea. Desde el principio, la ECF se centró en la puesta en marcha de un programa europeo de becas, basado en la idea de situar la cultura en la intersección de la educación, las ciencias sociales y la historia.
En 1960, la ECF se trasladó a Ámsterdam por iniciativa de Bernardo de Lippe-Biesterfeld, que fue presidente de la ECF entre 1955 y 1977. Desde entonces, el programa de la ECF ha evolucionado con la dinámica cambiante de la política europea. En los años 60, la ECF se centró en el futuro de Europa a través de un foro de jóvenes sobre educación y una iniciativa llamada Plan Europa 2000. En los años 70, el énfasis se desplazó hacia la movilidad de los estudiantes, y de 1987 a 1995, la ECF gestionó el programa de intercambio de estudiantes Erasmus.
A medida que Europa siguió expandiéndose, la ECF se centró en la dimensión cultural de la integración europea y la ampliación, abarcando la Vecindad Europea e incluyendo el trabajo de desarrollo de capacidades en la zona del Mediterráneo y Europa del Este. En la actualidad, la labor de la fundación sigue apoyando el intercambio cultural y la expresión creativa en toda Europa, a través de la labor de promoción, el activismo en los medios de comunicación, las asociaciones, los eventos y los programas de subvenciones. Esto incluye las becas de viaje STEP, que fomentan la movilidad; y el programa de intercambio cultural TANDEM, que facilita el intercambio de gestores culturales.
Desde 2013, la ECF trabaja en estrecha colaboración con organizaciones culturales de Croacia, Francia, Polonia, Moldavia, España y Suecia en el marco de la red Connected Action for the Commons (Acción conectada para los bienes comunes), lo que ha dado lugar a una serie de campamentos de ideas en Francia, Suecia y España, que han inspirado varias ediciones especiales de Eurozine.
La princesa Laurentien de los Países Bajos es la presidenta de la ECF y miembro extraordinario de su Junta Directiva.
La ECF es una organización benéfica registrada y está financiada por BankGiro Loterij y Nederlandse Loterij en colaboración con Prins Bernhard Cultuurfonds.

## Premios ECF
La Fundación de la Cultura Europea ha puesto en marcha múltiples premios para reconocer el trabajo de artistas, académicos e instituciones. 
De 2004 a 2013, la ECF concedió el Premio de Investigación sobre Políticas Culturales en colaboración con la Red Europea de Gestión Cultural y Política Cultural (ENCATC) y la Fundación del Tricentenario del Banco de Suecia. El premio sirvió para animar a investigadores con talento a abordar cuestiones, relevantes para Europa, en el ámbito académico de los estudios de política cultural. El premio consistía en una dotación económica de 10 000 euros para que los ganadores pudieran realizar un proyecto de investigación. Entre los galardonados se encuentran Nina Obuljen Koržinek (elegida Ministra de Cultura del Gobierno de Croacia en 2016), Sophia Labadi, Claire Bullen, Davide Ponzini, Aleksandar Brkić, Christiaan De Beukelaer y Višnja Kisic.
En 2008, la ECF puso en marcha el Premio Princesa Margarita de la Cultura para reconocer a los agentes del cambio cultural en toda Europa. El premio anual se concede en honor de la princesa Margarita de los Países Bajos, que fue Presidenta de la ECF de 1984 a 2007. Entre los galardonados anteriores se encuentran el teórico cultural Stuart Hall, el director de museos Charles Esche y el director de cine John Akomfrah.
En marzo de 2016, el laboratorio ciudadano de cultura digital Medialab-Prado, con sede en Madrid, fue galardonado con el Premio Princesa Margarita, convirtiéndose así en la primera institución española en recibir este reconocimiento.